# Sirius Software
Sirius Software war ein US-amerikanisches Computerspiele-Unternehmen, das in der ersten Hälfte der 1980er-Jahre aktiv war und in dieser kurzen Zeitspanne über 160 Spiele entwickelte und veröffentlichte.

## Geschichte
Die Firma wurde 1980 von Jerry Jewell und Nasir Gebelli in Sacramento gegründet. Jewell war Verkäufer in einem Computerfachgeschäft und programmierte in seiner Freizeit an einem Grafikprogramm für den Heimcomputer Apple II. Der Iraner Gebelli war kurz zuvor als Informatikstudent in die Vereinigten Staaten gekommen, besaß ebenfalls einen Apple II und unterstützte Jewell bei der Fertigstellung des Grafikprogramms, E-Z Draw. Für die Vermarktung des damals richtungweisenden Programms gründeten die beiden Sirius Software, wobei sie sich abgesehen vom Anwendungsprogramm E-Z Draw auf die Entwicklung und den Vertrieb von Computerspielen konzentrierten. Jewell legte seinen Fokus auf den Vertrieb, während Gebelli sich primär um Programmierung kümmerte.
Nachdem Gebellis erstes Computerspiel, Both Barrels, ein finanzieller Erfolg geworden war, musste Jewell seine Anstellung im Computerfachgeschäft zugunsten von Sirius Software aufgeben. Er überredete den Eigentümer des Geschäfts, Terry Bradley, Teilhaber von Sirius zu werden und der Firma seine Geschäftsräume zur Verfügung zu stellen. Jewell und Bradley teilten sich mithin die Geschäftsleitung, Gebelli wurde angestellter Programmierer mit Umsatzbeteiligung. Das Unternehmen wuchs schnell und machte einen Umsatz von vier Millionen US-Dollar in nur zweieinhalb Jahren. Gebelli programmierte bis zu zwölf Spiele pro Jahr. Vom 1981 erschienenen Gorgon, einem Defender-Klon, wurden 23.000 Einheiten abgesetzt, was damals den Verkaufsrekord für Heimcomputerspiele darstellte. Ende 1981 verließ Gebelli das Unternehmen, um sich selbstständig zu machen. Jewell konnte mehrere erfahrene Programmierer als Ersatz engagieren, darunter David Lubar. Zusätzlich wurden Spiele unabhängiger Programmierer veröffentlicht, denen zum Teil später Vollzeitstellen angeboten wurden.
1983 machte Sirius Software elf Millionen Dollar Umsatz und lag damit auf Platz 15 der Umsatz-Rangliste US-amerikanischer Softwareunternehmen, noch vor Konkurrenten wie Epyx oder Spinnaker Software. Zu diesem Zeitpunkt war die Firma eine Partnerschaft mit Fox Video Games eingegangen, der Computerspielesparte von 20th Century Fox. Die Filmproduktionsgesellschaft versprach sich von der Umsetzung ihrer Lizenzen als Heimcomputerspiele ein gutes Geschäft; vereinbart wurden Filmtitel wie The Earth Dies Screaming oder Phantastic Voyage, aber auch Umsetzungen von Atari-2600-Spielen wie Turmoil oder Fast Eddie.
Wenig später führte der Video Game Crash zum Ende von Sirius Software. Im Rahmen des Zusammenbruchs der Computerspieleindustrie ging Fox Video Games pleite, wodurch Sirius Software vertraglich vereinbarte 18 Millionen US-Dollar entgingen. In der Folge strichen Banken Sirius den Kreditrahmen und trieben offene Forderungen ein, was die Firma 1984 in den Konkurs trieb.
Insgesamt vermarktete das Unternehmen 160 Produkte weltweit für die Heimcomputer Apple II, Atari 2600, Atari 400, Atari 800, VC20 und C64, PC, Intellivision und andere Spielkonsolen. Zu den erfolgreichsten Spielen von Sirius gehörten die Titel Space Eggs, Bandits, Repton, Epoch, Gorgon.

## Spiele (Auszug)

### Action-Spiele
- Both Barrels (1980)
- Cyber Strike (1980)
- Phantoms Five (1980)
- Star Cruiser (1980)
- Autobahn (1981)
- Dark Forest (1981)
- Gorgon (1981)
- Outpost (1981)
- Pulsar II (1981)
- Snake Byte (1981)
- Sneakers (1981)
- Space Eggs (1981)
- Beany Bopper (1982)
- Deadly Duck (1982)
- Fantastic Voyage (1982)
- Fast Eddie (1982)
- Turmoil (1982)
- Type Attack (1982)
- Worm War I (1982)
- Bandits (1982)
- Flash Gordon (1983)
- Plasmania (1983)
- The Earth Dies Screaming (1983)
- Repton (1983)
- SpaceMaster X-7 (1983)
- Squish 'em (1983)

### Adventure-Spiele
- Blade of Blackpoole (1982)
- Critical Mass (1982)
- Escape from Rungistan (1982)
- Kabul Spy (1982)
- Gruds in Space (1983)

### Strategiespiele
- Call to Arms (1982)